# Степанки (зупинний пункт, Південно-Західна залізниця)
Степанки́ — пасажирський залізничний зупинний пункт Жмеринської дирекції Південно-Західної залізниці на неелектрифікованій лінії Жмеринка-Подільська — Могилів-Подільський між станціями Матейкове (10 км) та Бар (7 км). Розташований поблизу однойменного села Жмеринського району Вінницької області.

## Історія
Відкритий 1954 року, як залізничний роз'їзд. У 2013 році переведений до категорії зупинних пунктів.

## Пасажирське сполучення
На платформі Степанки зупиняються дві пари приміських поїздів сполученням Жмеринка — Могилів-Подільський.